# Jack Andraka
Jack Thomas Andraka (ur. 8 stycznia 1997 w Crownsville) – amerykański wynalazca i naukowiec polskiego pochodzenia. Opracował szybki i tani sposób służący do wykrywania wzrostu białka, który wskazuje na obecność raka trzustki, jajnika i płuc we wczesnych stadiach choroby. 
Jack Andraka dokonał coming outu w wieku 13 lat.

## Nagrody i wyróżnienia
- 2012 – Gordon Moore Award[4]
- 2013 – Intel International Science and Engineering Fair, czwarte miejsce, chemia[5]